# Международная федерация кинопрессы
Междунаро́дная федера́ция кинопре́ссы (аббр. ФИПРЕССИ́, FIPRESCI, фр. Fédération internationale de la presse cinématographique) — международная организация, объединяющая кинокритиков и киноведов.
Основана 6 июня 1930 года в Брюсселе по инициативе французских и бельгийских кинокритиков, которые ещё в 1925 году создали профессиональный союз кинопрессы. Головная организация имеет 48 национальных секций по всему миру, а ещё в 32 странах представлена индивидуально. Её цель — способствовать развитию мирового киноискусства, а также отстаивать интересы профессионалов, пишущих о кино. Президент ФИПРЕССИ — Ахмед Шоуки (Египет). Вице-президенты — Паола Казелла (Италия) и Елена Рубашевская (Украина). Генеральный секретарь до 2024 года — Клаус Эдер (Германия), заместитель генерального секретаря — Алин Таскиян (Турция). Официальные языки ФИПРЕССИ — английский и французский. Штаб-квартира находится в Мюнхене. В России организацию представляет национальная Гильдия киноведов и кинокритиков.
Жюри, состоящие из членов ФИПРЕССИ, действуют на многих международных кинофестивалях и отмечают фильмы смотров специальными призами. Впервые приз ФИПРЕССИ за лучший фильм с точки зрения кинокритики был вручен в 1946 году на первом Каннском международном кинофестивале. Призы ФИПРЕССИ имеют значительный вес в кинематографическом мире.

## Лауреаты

### Гран-при ФИПРЕССИ
- 2024 — Бедные-несчастные, реж Йоргос Лантимос (США, Великобритания, Ирландия)
- 2023 — Опавшие листья, реж. Аки Каурисмяки (Финляндия)
- 2022 — Сядь за руль моей машины, реж. Рюсукэ Хамагути (Япония)
- 2021 — Земля кочевников, реж. Хлоя Чжао (США)
- 2020 — награда не вручалась
- 2019 — Рома, реж. Альфонсо Куарон (США, Мексика)
- 2018 — Призрачная нить, реж. Пол Томас Андерсон (США, Великобритания)
- 2017 — По ту сторону надежды, реж. Аки Каурисмяки (Финляндия)
- 2016 — Тони Эрдманн, реж. Марен Аде (Германия, Австрия, Румыния, Франция)
- 2015 — Безумный Макс: Дорога ярости, реж. Джордж Миллер (США, Австралия)
- 2014 — Отрочество, реж. Ричард Линклейтер (США)
- 2013 — Жизнь Адель, реж. Абделатиф Кешиш (Франция, Бельгия, Испания)
- 2012 — Любовь, реж. Михаэль Ханеке (Франция, Германия, Австрия)
- 2011 — Древо жизни, реж. Терренс Малик (США)
- 2010 — Призрак, реж. Роман Полански (Франция, Германия, Великобритания)
- 2009 — Белая лента, реж. Михаэль Ханеке (Германия, Франция, Австрия, Италия)
- 2008 — Нефть, реж. Пол Томас Андерсон (США)
- 2007 — 4 месяца, 3 недели и 2 дня, реж. Кристиан Мунджиу (Румыния)
- 2006 — Возвращение, реж. Педро Альмодовар (Испания)
- 2005 — Пустой дом, реж. Ким Ки Дук (Южная Корея)
- 2004 — Наша музыка, реж. Жан-Люк Годар (Франция, Швейцария)
- 2003 — Отчуждение, реж. Нури Бильге Джейлан (Турция)
- 2002 — Человек без прошлого, реж. Аки Каурисмяки (Финляндия)
- 2001 — Круг, реж. Джафар Панахи (Иран, Италия, Швейцария)
- 2000 — Магнолия, реж. Пол Томас Андерсон (США)

### Каннский кинофестиваль
- 2024 — Семя священного инжира, реж. Мохамад Расулоф (Иран)
- 2024 — История Сулеймана, реж. Борис Ложкин (Франция)
- 2023 — Зона интересов, реж. Джонатан Глейзер (Великобритания, Польша, США)
- 2023 — Поселенцы, реж. Фелипе Гальвес (Аргентина, Чили, Великобритания, Китайская Республика, Германия, Швеция, Франция, Дания)
- 2023 — Аллея силы, реж. Лилла Халла (Бразилия)
- 2022 — Братья Лейлы, реж. Саид Рустаи (Иран)
- 2022 — Голубой кафтан, реж. Марьям Тузани (Марокко)
- 2022 — Любовь согласно Далве, реж. Эммануэль Нико (Бельгия)
- 2021 — Сядь за руль моей машины, реж. Рюсукэ Хамагути (Япония)
- 2021 — Мир, реж. Лаура Вандел (Бельгия)
- 2021 — Перья, реж. Омар Эль Зохайри (Египет)
- 2020 — награда не вручалась
- 2019 — Должно быть, это рай, реж. Элиа Сулейман (Франция, Канада)
- 2019 — Дылда, реж. Кантемир Балагов (Россия)
- 2019 — Маяк, реж. Роберт Эггерс (США)
- 2018 — Пылающий, реж. Ли Чхан Дон (Южная Корея)
- 2018 — Девочка, реж. Лукас Донт (Бельгия, Нидерланды)
- 2018 — Один день, реж. Жофия Силади (Венгрия)
- 2017 — 120 ударов в минуту, реж. Робен Кампийо (Франция)
- 2017 — Теснота, реж. Кантемир Балагов (Россия)
- 2016 — Тони Эрдманн, реж. Марен Аде (Германия, Австрия)
- 2016 — Собаки, реж. Богдан Мирица (Румыния, Франция, Болгария, Катар)
- 2016 — Сырое, реж. Джулия Дюкорно (Франция, Бельгия, Италия)
- 2015 — Сын Саула, реж. Ласло Немеш (Венгрия)
- 2015 — Улетай один, реж. Нирадж Гхайван (Индия)
- 2015 — Паулина, реж. Сантьяго Митре (Аргентина)
- 2014 — Зимняя спячка, реж. Нури Бильге Джейлан (Турция, Германия, Франция)
- 2014 — Хауха, реж. Лисандро Алонсо (Аргентина, Дания, США)
- 2014 — Истребители, реж. Тома Кайли (Франция)
- 2013 — Жизнь Адель, реж. Абделатиф Кешиш (Франция, Бельгия, Испания)
- 2013 — Руины прошлого, реж. Джереми Солнье (США, Франция)
- 2013 — Рукописи не горят, реж. Мохаммад Расулоф (Иран)
- 2012 — В тумане, реж. Сергей Лозница (Россия, Беларусь, Латвия)
- 2012 — Звери дикого Юга, реж. Бен Зейтлин (США)
- 2012 — Сдержать, реж. Рашид Джайдани
- 2011 — Гавр, реж. Аки Каурисмяки (Франция, Финляндия)
- 2011 — Управление государством, реж. Пьер Шоллер (Франция, Бельгия)
- 2010 — Турне, реж. Матьё Амальрик (Франция)
- 2010 — Все вы капитаны, реж. Оливер Лакс (Испания)
- 2010 — Пал Адриенн, реж. Агнеш Кочиш (Венгрия, Франция, Австрия, Нидерланды)
- 2009 — Белая лента, реж. Михаэль Ханеке (Австрия)
- 2009 — Полицейский — это прилагательное, реж. Корнелиу Порумбою (Румыния)
- 2009 — Амрика, реж. Шерин Дабис (США, Канада, ОАЭ, Кувейт, Иордания)
- 2008 — Дельта, реж. Корнель Мундруцо (Венгрия, Германия)
- 2008 — Голод, реж. Стивен Родни Маккуин (Великобритания, Ирландия)
- 2008 — Эльдорадо, реж. Филипп Були Ланнерс (Бельгия)
- 2007 — 4 месяца, 3 недели и 2 дня, реж. Кристиан Мунджиу (Румыния)
- 2007 — Визит оркестра, реж. Эран Колирин (Израиль, США, Франция)
- 2007 — Её зовут Сабина, реж. Сандрин Боннер (Франция)
- 2006 — Времена года, реж. Нури Бильге Джейлан (Турция, Франция)
- 2006 — Парагвайский гамак, реж. Пас Энсина (Аргентина, Парагвай, Нидерланды, Австрия, Франция, Германия)
- 2006 — Глюки, реж. Уильям Фридкин (США, Германия)
- 2005 — Скрытое, реж. Михаэль Ханеке (Франция, Австрия, Германия, Италия)
- 2005 — Кричащий кулак, реж. Рю Сын-ван (Южная Корея)
- 2005 — Кров, реж. Амат Эскаланте (Мексика, Франция)
- 2004 — Фаренгейт 9/11, реж. Майкл Мур (США)
- 2004 — Жажда, реж. Тауфик Абу Вайль (Израиль, Палестина)
- 2004 — Виски, реж. Хуан Пабло Ребелья, Пабло Столл (Уругвай, Аргентина, Германия, Испания)
- 2003 — Отец и сын, реж. Александр Сокуров (Россия, Франция, Германия)
- 2003 — Американское великолепие, реж. Шари Спрингер Берман, Роберт Пульчини (США)
- 2003 — Часы дня, реж. Хайме Росалес (Испания)
- 2002 — Божественное вмешательство, реж. Элиа Сулейман (Франция, Марокко, Германия, Палестина)
- 2002 — Глиняная птица, реж. Тарек Масуд (Бангладеш)
- 2002 — В ожидании счастья, реж. Абдеррахман Сиссако (Франция, Мавритания)
- 2001 — Комната сына, реж. Нанни Моретти (Италия, Франция)
- 2001 — Порнограф, реж. Бертран Бонелло (Франция, Канада)
- 2001 — Марта… Марта, реж. Сандрин Вейссе (Франция)
- 2000 — Эврика, реж. Синдзи Аояма (Япония, Франция)
- 2000 — Время пьяных лошадей, реж. Бахман Гобади (Иран)
- 1999 — Новая кожа, реж. Эмили Делюз (Франция)
- 1999 — M/Other, реж. Нобухиро Сува (Япония)
- 1998 — Дыра, реж. Цай Минлян (Тайвань, Франция)
- 1998 — Счастье, реж. Тодд Солондз (США)
- 1997 — Славное будущее, реж. Атом Эгоян (Канада)
- 1997 — Путешествие к началу мира, реж. Мануэл де Оливейра (Португалия, Франция)
- 1996 — Кавказский пленник, реж. Сергей Бодров (старший) (Россия)
- 1996 — Тайны и ложь, реж. Майк Ли (Великобритания, Франция)
- 1996 — Почта, реж. Лайла Пакалниня (Латвия)
- 1995 — Земля и свобода, реж. Кен Лоуч (Великобритания, Германия, Испания, Италия, Франция)
- 1995 — Взгляд Улисса, реж. Теодорос Ангелопулос (Греция, Франция, Италия, Германия, Великобритания)
- 1994 — Экзотика, реж. Атом Эгоян (Канада)
- 1994 — Баб эль-Уэд сити, реж. Мерзак Аллуаш (Алжир, Франция, Германия, Швейцария)
- 1993 — Прощай, моя наложница, реж. Чэнь Кайгэ (Китай, Гонконг)
- 1993 — Детоубийцы, реж. Ильдико Сабо (Венгрия)
- 1992 — Солнце в листве айвового дерева, реж. Виктор Эрисе (Испания)
- 1991 — Рифф-Рафф, реж. Кен Лоуч (Великобритания)
- 1991 — Двойная жизнь Вероники, реж. Кшиштоф Кесьлёвский (Франция, Польша, Норвегия)
- 1990 — Смертельное жало, реж. Кохэй Огури (Япония)
- 1990 — Лебединое озеро. Зона, реж. Юрий Ильенко (СССР, Швеция, Канада)
- 1989 — Секс, ложь и видео, реж. Стивен Содерберг (США)
- 1989 — Бабушка, реж. Идрисса Уэдраого (Буркина-Фасо, Швейцария, Франция)
- 1988 — Короткий фильм об убийстве, реж. Кшиштоф Кесьлёвский (Польша)
- 1988 — Отель Терминус: Время и жизнь Клауса Барби, реж. Марсель Офюльс (ФРГ, Франция, США)
- 1988 — Далекие голоса, застывшие жизни, реж. Теренс Дэвис (Великобритания, ФРГ)
- 1987 — Покаяние, реж. Тенгиз Абуладзе (СССР)
- 1987 — Свадьба в Галилее, реж. Мишель Хлеифи (Израиль, Франция, Бельгия)
- 1987 — Хочу, чтобы ты был здесь, реж. Дэвид Лиленд (Великобритания)
- 1986 — Жертвоприношение, реж. Андрей Тарковский (Швеция, Великобритания, Франция)
- 1986 — Закат американской империи, реж. Дени Аркан (Канада)
- 1985 — Пурпурная роза Каира, реж. Вуди Аллен (США)
- 1985 — Лица женщин, реж. Дезире Экаре (Франция, Кот-д’Ивуар)
- 1985 — Папа в командировке, реж. Эмир Кустурица (Югославия)
- 1984 — Воспоминания о тюрьме, реж. Нелсон Перейра дус Сантус (Бразилия)
- 1984 — Париж, Техас, реж. Вим Вендерс (ФРГ, Франция, Великобритания, США)
- 1984 — Путешествие на Китеру, реж. Тео Ангелопулос (Греция, Италия, Великобритания, ФРГ)
- 1983 — Ностальгия, реж. Андрей Тарковский (Италия, Франция, СССР)
- 1983 — Счастливчик Даниель, реж. Пал Шандор (Венгрия)
- 1982 — Дорога, реж. Йылмаз Гюней и Шериф Гёрен (Турция, Швейцария, Франция)
- 1982 — Глядя друг на друга, реж. Карой Макк (Венгрия)
- 1982 — Дикие цветы, реж. Жан-Пьерр Лефевр (Канада)
- 1981 — Мефисто, реж. Иштван Сабо (Венгрия, Австрия, ФРГ)
- 1981 — Малу, реж. Жанин Меерапфель (ФРГ)
- 1980 — Мой американский дядюшка, реж. Ален Рене (Франция)
- 1980 — Гайдзин — дороги свободы, реж. Тидзука Ямасаки (Бразилия)
- 1979 — Апокалипсис сегодня, реж. Френсис Форд Коппола (США)
- 1979 — Чёрный Джек, реж. Кен Лоуч (Великобритания)
- 1979 — Вера Анги, реж. Пал Габор (Венгрия)
- 1978 — Человек из мрамора, реж. Анджей Вайда (Польша)
- 1978 — Запах диких цветов, реж. Срджан Каранович (Югославия)
- 1977 — Отец-хозяин, реж. Паоло Тавиани и Витторио Тавиани (Италия)
- 1977 — Девять месяцев, реж. Марта Месарош (Венгрия)
- 1976 — С течением времени, реж. Вим Вендерс (ФРГ)
- 1976 — Сильный Фердинанд, реж. Александр Клюге (ФРГ)
- 1975 — Каждый за себя, а Бог против всех, реж. Вернер Херцог (ФРГ)
- 1975 — Комедианты, реж. Тео Ангелопулос (Греция)
- 1974 — Страх съедает душу, реж. Райнер Вернер Фассбиндер (ФРГ)
- 1974 — Ланселот Озёрный, реж. Робер Брессон (Франция, Италия)
- 1973 — Большая жратва, реж. Марко Феррери (Франция, Италия)
- 1973 — Мамочка и шлюха, реж. Жана Эсташа (Франция)
- 1972 — Солярис, реж. Андрей Тарковский (СССР)
- 1972 — В 20 лет в Оресе, реж. Рене Вотье (Франция)
- 1971 — Джонни взял ружье, реж. Далтон Трамбо (США)
- 1970 — Следствие по делу гражданина вне всяких подозрений", реж. Элио Петри (Италия)
- 1969 — Андрей Рублёв", реж. Андрей Тарковский (СССР)
- 1968 — Листопад, реж. Отар Иоселиани (СССР)
- 1967 — Скупщики перьев, реж. Александр Петрович (Югославия)
- 1966 — Молодой Тёрлесс, реж. Фолькер Шлёндорф (ФРГ, Франция)
- 1965 — Гордые сыны Тараумары, реж. Луис Алькориса (Мексика)
- 1964 — Пассажирка, реж. Анджей Мунк (Польша)
- 1963 — Такова спортивная жизнь, реж. Линдсей Андерсон (Великобритания)
- 1963 — Прекрасный май, реж. Крис Маркер, Пьер Ломм (Франция)
- 1962 — Ангел-истребитель, реж. Луис Бунюэль (Мексика)
- 1961 — Рука в ловушке, реж. Леопольдо Торре Нильссон (Испания, Аргентина)
- 1960 — Девичий источник, реж. Ингмар Бергман (Швеция)
- 1959 — Хиросима, любовь моя, реж. Ален Рене (Франция, Япония)
- 1959 — Арайа, реж. Марго Бенасерраф (Венесуэла, Франция)
- 1958 — Месть, реж. Хуан Антонио Бардем (Мексика)
- 1955 — Смерть велосипедиста, реж. Хуан Антонио Бардем (Мексика)
- 1955 — Корни, реж. Бенито Алазраки (Мексика)
- 1954 — Перед потопом, реж. Андре Кайат (Великобритания)
- 1949 — Подстава, реж. Роберт Уайз (США)
- 1946 — Фарребик, или Времена года, реж. Жорж Рукье (Франция)

### Венецианский кинофестиваль
- 2024 — «Бруталист» реж. Брэди Корбет (США)
- 2023 — «Зло не существует» реж. Рюсукэ Хамагути (Япония)
- 2023 — «Бесконечное воскресенье» реж. Ален Паррони (Италия, Германия, Ирландия)
- 2022 — «Аргентина, 1985» реж. Сантьяго Митре (Аргентина, США)
- 2022 — «Автобиография» реж. Макбул Мубарак (Индонезия, Франция, Германия, Сингапур, Катар, Филиппины)
- 2021 — «Событие» реж. Одри Диван (Франция)
- 2021 — «Залава» реж. Арсалан Амири (Иран)
- 2020 — «Ученик» реж. Чайтанья Тамхане (Индия)
- 2020 — «Пустошь» реж. Ахмад Бахрами (Иран)
- 2019 — «Дело Дрейфуса» реж. Роман Поланский (Франция)
- 2018 — «Закат» реж. Ласло Немеш (Венгрия, Франция)
- 2018 — «Запись ещё продолжается» реж. Саид аль Батал, Гиат Аюб (Сирия, Ливан, Катар, Франция)
- 2017 — «Экслибрис. Нью-Йоркская публичная библиотека» реж. Фредерик Уайзман (США)
- 2017 — «Стихи забвения» реж. Алиреза Хатами (Иран, Франция, Германия, Нидерланды, Чили)
- 2016 — «Жизнь» реж. Стефан Бризе (Франция, Бельгия)
- 2015 — «Кровь моей жизни» реж. Марко Беллоккьо (Италия, Франция, Швейцария)
- 2014 — «Взгляд тишины» реж. Джошуа Оппенхаймер (Дания, Индонезия, Финляндия, США, Великобритания, Норвегия)
- 2014 — «Ничей ребёнок» реж. Вук Ршумович (Сербия, Хорватия)
- 2013 — «Том на ферме» реж. Ксавье Долан (Канада, Франция)
- 2012 — «Мастер» реж. Пол Томас Андерсон (США)
- 2012 — «Перерыв» реж. Леонардо ди Костанцо (Италия, Швейцария, Германия)
- 2011 — «Стыд» реж. Стивен Родни Маккуин (Великобритания)
- 2011 — «Два года в море» реж. Бен Риверс (Великобритания)
- 2010 — «Овсянки» реж. Алексей Федорченко (Россия)
- 2009 — «Лурд» реж. Джессика Хаузнер (Франция, Австрия, Германия)
- 2009 — «По течению» реж. Буй Тхак Тьюен (Вьетнам)
- 2008 — «Прощай, Соло» реж. Рамин Бахрани (США)
- 2008 — «Внутри страны» реж. Тарик Тегуа (Алжир, Франция)
- 2007 — «Кус-кус и барабулька» реж. Абделлатиф Кешиш (Франция)
- 2007 — «Джимми Картер: Человек с Великих Равнин» реж. Джонатан Демми (США)
- 2006 — «Королева» реж. Стивен Фрирз (Франция, Великобритания, Италия)
- 2005 — «Доброй ночи и удачи» реж. Джордж Клуни (США, Франция, Япония, Великобритания)
- 2005 — «Далёкая синяя высь» реж. Вернер Херцог (Германия, Франция, Австрия, Великобритания)
- 2004 — «Пустой дом» реж. Ким Ки Дук (Южная Корея, Япония)
- 2004 — «Ветер земли» реж. Винченцо Марра (Италия)
- 2003 — «Прибежище дракона» реж. Цай Минлян (Тайвань)
- 2003 — «Нация без женщин» реж. Маниш Джха (Франция, Индия)
- 2002 — «Оазис» реж. Ли Чхан Дон (Южная Корея)
- 2002 — «Любимец женщин» реж. Дилан Кидд (США)
- 2001 — «Дикая невинность» реж. Филипп Гаррель (Франция, Нидерланды)
- 2001 — «Без удержу» реж. Дамьен Одуль (Франция)
- 2000 — «Круг» реж. Джафар Панахи (Иран, Италия, Швейцария)
- 2000 — «Влюбленный Тома» реж. Пьер-Поль Рендер (Бельгия, Франция)
- 1999 — «Нас унесёт ветер» реж. Аббас Кияростами (Иран, Франция)
- 1999 — «Быть Джоном Малковичем» реж. Спайк Джонс (США)
- 1998 — «Бочка пороха» реж. Горан Паскалевич (Югославия, Македония, Франция, Греция, Турция)
- 1998 — «Поезд жизни» реж. Раду Михайляну (Франция, Бельгия, Нидерланды, Израиль, Румыния)
- 1997 — «24:7» реж. Шейн Медоуз (Великобритания)
- 1997 — «Любовные истории» реж. Ежи Штур (Польша)
- 1996 — «Платье» реж. Алекс ван Вармердам (Нидерланды)
- 1996 — «Понетт» реж. Жак Дуайон (Франция)
- 1996 — «Возраст возможностей» реж. Паскаль Ферран (Франция)
- 1995 — «Велорикша» реж. Чан Ань Хунг (Франция, Вьетнам, Гонконг)
- 1995 — «За облаками» реж. Микеланджело Антониони, Вим Вендерс (Германия, Италия, Франция)
- 1994 — «Перед дождём» реж. Милчо Манчевски (Македония, Франция, Великобритания)
- 1994 — «Да здравствует любовь» реж. Цай Минлян (Тайвань)
- 1993 — «Короткие истории» реж. Роберт Олтмен (США)
- 1993 — «Непослушный Бабби» реж. Рольф де Хир (Австралия, Италия)
- 1992 — «Леон — свиновод» реж. Вадим Жан, Гари Синьор (Великобритания)
- 1992 — «Сердце зимой» реж. Клод Соте (Франция)
- 1992 — «Вторая родина: Хроника молодости» реж. Эдгар Райц (Германия)
- 1991 — «Драйв» реж. Джефри Леви (США)
- 1991 — «Никчемный человек» реж. Наото Такэнака (Япония)
- 1990 — «Стены» реж. Адур Гопалакришнан (Индия)
- 1990 — «Скромница» реж. Кристиан Венсан (Франция)
- 1990 — «Станция» реж. Серджио Рубини (Италия)
- 1989 — «Декалог» реж. Кшиштоф Кесьлёвский (Польша)
- 1989 — «Безжалостный мир» реж. Эрик Рошан (Франция)
- 1988 — «Высокие надежды» реж. Майк Ли (Великобритания)
- 1988 — «Маленькая Вера» реж. Василий Пичул (СССР)
- 1987 — «Да здравствует синьора !» реж. Эрманно Ольми (Италия)
- 1987 — «Родной отель» реж. Эмер Кавур (Турция)
- 1987 — «Взломщик» реж. Валерий Огородников (СССР)
- 1986 — «Зелёный луч» реж. Эрик Ромер (Франция)
- 1985 — «Без крыши, вне закона» реж. Аньес Варда (Франция)
- 1984 — «Родной край: Хроники Германии» реж. Эдгар Райц (ФРГ)
- 1983 — «Фанни и Александр» реж. Ингмар Бергман (Швеция, Франция, ФРГ)
- 1983 — «Власть чувств» реж. Александр Клуге (ФРГ)
- 1982 — «Положение вещей» реж. Вим Вендерс (ФРГ, Португалия, США)
- 1982 — «Агония» реж. Элем Климов (СССР)
- 1981 — «Свинцовые времена» реж. Маргарета фон Тротта (ФРГ)
- 1981 — «Помнишь ли ты Долли Белл?» реж. Эмир Кустурица (Югославия)
- 1981 — «Они не носят фраков» реж. Леон Хиршман (Бразилия)
- 1980 — «Александр Великий» реж. Тео Ангелопулос (Греция, Италия, ФРГ)
- 1979 — «Шапка» реж. Жан-Франсуа Стевенен (Франция)
- 1979 — «Нуба» реж. Асся Джеббар (Алжир)
- 1973—1978 — награда не вручалась
- 1972 — «Страх вратаря перед одиннадцатиметровым» реж. Вим Вендерс (ФРГ, Австрия)
- 1972 — «Компания с ограниченной ответственностью» реж. Сатьяджит Рай (Индия)
- 1972 — «Жестокое море» реж. Халид аль Сиддик (Кувейт)
- 1971 — «Корова» реж. Дариюш Мехрджуи (Иран)
- 1968—1970 — награда не вручалась
- 1967 — «Бунт Самураев» реж. Масаки Кобаяси (Япония)
- 1967 — «Китай близко» реж. Марко Беллоккьо (Италия)
- 1966 — «Битва за Алжир» реж. Джилло Понтекорво (Алжир, Италия)
- 1965 — «Симеон-пустынник» реж Луис Бунюэль (Мексика)
- 1965 — «Гертруда» реж. Карл Теодор Дрейер (Дания)
- 1964 — «Красная пустыня» реж. Микеланджело Антониони (Италия, Франция)
- 1963 — «Палач» реж. Луис Гарсия Берланга (Испания, Италия)
- 1962 — «Нож в воде» реж. Роман Полански (Польша)
- 1961 — «Разбойник» реж. Ренато Кастеллани (Италия)
- 1960 — «Рокко и его братья» реж. Лукино Висконти (Италия, Франция)
- 1960 — «Инвалидная коляска» реж. Марко Феррери (Испания)
- 1959 — «Пепел и алмаз» реж. Анджей Вайда (Польша)
- 1958 — «Волчья яма» реж. Иржи Вайс (Чехословакия)
- 1957 — «Шляпа, полная дождя» реж. Фред Циннеман (США)
- 1956 — «Главная улица» реж. Хуан Антонио Бардем (Испания, Франция)
- 1956 — «Жервеза» реж. Рене Клеман (Франция)
- 1952 — «Ночные красавицы» реж. Рене Клер (Франция, Италия)

### Лауреаты среди фильмов созданных режиссёрами советской, российской и постсоветской кинематографических школ
Каннский кинофестиваль
- 2019 — «Дылда» реж. Кантемир Балагов (Россия)
- 2017 — «Теснота» реж. Кантемир Балагов (Россия)
- 2012 — «В тумане» реж. Сергей Лозница (Россия, Беларусь, Латвия)
- 2003 — «Отец и сын» реж. Александр Сокуров (Россия, Германия, Италия, Нидерланды, Франция)
- 1996 — «Кавказский пленник» реж. Сергей Бодров (старший) (Россия)
- 1996 — «Почта» реж. Лайла Пакалниня (Латвия)
- 1990 — «Лебединое озеро. Зона» реж. Юрий Ильенко (СССР, Швеция, Канада)
- 1987 — «Покаяние» реж. Тенгиз Абуладзе (СССР)
- 1986 — «Жертвоприношение» реж. Андрей Тарковский (Швеция, Великобритания, Франция)
- 1983 — «Ностальгия» реж. Андрей Тарковский (Италия, Франция, СССР)
- 1972 — «Солярис» реж. Андрей Тарковский (СССР)
- 1969 — «Андрей Рублёв» реж. Андрей Тарковский (СССР)
- 1968 — «Листопад» реж. Отар Иоселиани (СССР)

Берлинский кинофестиваль
- 2008 — «Русалка» реж. Анна Меликян (Россия)
- 2002 — «Утро понедельника» реж. Отар Иоселиани (Франция, Италия)
- 1992 — «Три дня» реж. Шарунас Бартас (СССР)
- 1990 — «Караул» реж. Александр Рогожкин (СССР)
- 1988 — «Комиссар» реж. Александр Аскольдов (СССР)
- 1987 — «Тема» реж. Глеб Панфилов (СССР)
- 1987 — «Зажжённый фонарь» реж. Агаси Айвазян (СССР)
- 1982 — «Пастораль» реж. Отар Иоселиани (СССР)
- 1977 — «Восхождение» реж. Лариса Шепитько (СССР)

Венецианский кинофестиваль
- 2010 — «Овсянки» реж. Алексей Федорченко (Россия)
- 1988 — «Маленькая Вера» реж. Василий Пичул (СССР)
- 1987 — «Взломщик» реж. Валерий Огородников (СССР)
- 1982 — «Агония» реж. Элем Климов (СССР)

Кинофестифаль в Локарно
- 1993 — «Место на серой треуголке» реж. Ермек Шинарбаев (Казахстан)
- 1992 — «Кайрат» реж. Дарежан Омирбаев (СССР)
- 1991 — «Облако-рай» реж. Николай Досталь (СССР)
- 1986 — «Мой друг Иван Лапшин» реж. Алексей Герман (СССР)
- 1962 — лучшей актрисе за роль в фильме «Воскресение» — Тамара Сёмина (СССР)
- 1961 — «Прощайте, голуби» реж. Яков Сегель (СССР)